# Programme national pour l'alimentation
Le Programme national pour l'alimentation (PNA) est le cadre dans lequel est élaborée, en France, la politique publique de l'alimentation. Ce terme provient de l'article 1er de la Loi de modernisation de l'agriculture et de la pêche de 2010. Il est animé par la Direction générale de l'Alimentation (DGAL) du ministère de l'Agriculture et de l'Alimentation, en collaboration avec d'autres ministères (notamment ceux chargés de la Santé, la Consommation, l'Écologie, la Justice et l'Éducation).

## Objectifs et programmes mis en œuvre
L'objectif principal est la sécurité alimentaire, mais dans une optique de qualité : chacun doit avoir accès à une « alimentation sûre, diversifiée, en quantité suffisante, de bonne qualité gustative et nutritionnelle », et cela dans le cadre d'une agriculture durable. Associé au Programme national nutrition santé (PNNS), mais avec une optique plus large, notamment sur le plan sociétal et économique, le PNA met ainsi en œuvre des programmes visant à favoriser, notamment dans la restauration collective, les circuits courts ou/et de proximité, les produits de saison, ainsi que les produits labellisés, notamment ceux issus de l'agriculture biologique.
Beaucoup de ces programmes concernent des opérations de sensibilisation, de pédagogie voire de communication (« Un fruit pour la récré », etc.), mais le PNA comporte également la possibilité de valider des accords interprofessionnels visant à améliorer la qualité nutritionnelle et gustative des aliments produits par l'industrie agroalimentaire, en baissant par exemple la quantité de sel, etc., et en vue, notamment, de lutter contre le surpoids et l'obésité. Enfin, le PNA finance un certain nombre d'études sur les thématiques concernées (par exemple sur le gaspillage alimentaire, en collaboration avec le Conseil national des déchets).

## Premier programme PNA 2010-2013
Le premier Programme national pour l'alimentation est lancé en 2010 pour la période 2010-2014. Il est défini dans la loi de modernisation de l’agriculture et de la pêche de 2010.
Il comporte quatre thèmes : l’accès de tous à une alimentation de qualité, l’amélioration de l’offre alimentaire, l’amélioration de la connaissance et de l’information sur l’alimentation, la promotion du patrimoine alimentaire et culinaire français. Il liste plus de 60 actions de portée nationale.

### Contexte réglementaire: loi de modernisation de 2010
La Loi de modernisation de l'agriculture et de la pêche de 2010 crée l'article L.230-1 du Code rural et de la pêche maritime, lequel dispose :

« La politique publique de l’alimentation vise à assurer à la population l’accès, dans des conditions économiquement acceptables par tous, à une alimentation sûre, diversifiée, en quantité suffisante, de bonne qualité gustative et nutritionnelle, produite dans des conditions durables. Elle vise à offrir à chacun les conditions du choix de son alimentation en fonction de ses souhaits, de ses contraintes et de ses besoins nutritionnels, pour son bien-être et sa santé.
La politique publique de l’alimentation est définie par le Gouvernement dans le programme national pour l’alimentation après avis du Conseil supérieur d'orientation et de coordination de l'économie agricole et alimentaire et du Conseil national de la consommation. Le Conseil national de l'alimentation est associé à l’élaboration de ce programme et contribue au suivi de sa  mise en œuvre. »

Ces différents conseils sont aussi assistés par l'Observatoire de l'alimentation (L.230-3 Code rural), dont la création a été décidée par cette même loi de 2010 et qui a été inauguré en décembre 2012. Cet Observatoire intègre notamment l'Oqali (Observatoire de la qualité de l'alimentation), créé antérieurement (en 2008) et placé alors sous la direction de l'Agence nationale de sécurité sanitaire de l'alimentation, de l'environnement et du travail (ANSES) et de l'Institut national de la recherche agronomique (INRA).

### Évaluation du PNA 2010-2013
Le PNA 2010-2013 a fait l'objet d'un rapport au Parlement en 2013, qui dit notamment :

« D'un point de vue quantitatif, le bilan global est particulièrement bon, puisque 85 des 86 actions du PNA ont été démarrées ou terminées. D'un point de vue qualitatif, le PNA bénéficie d'une bonne image et de la reconnaissance générale de son utilité par les acteurs publics et privés qui l'animent. Il fait le pari d'une approche positive de l'alimentation, dans un contexte plutôt moralisateur et culpabilisant. »

## Deuxième programme PNA 2014-2017
Les nouvelles priorités de la politique publique de l’alimentation dans le cadre du deuxième PNA s’articulent autour de quatre axes :
- la justice sociale ;
- l’éducation alimentaire de la jeunesse ;
- la lutte contre le gaspillage alimentaire ;
- le renforcement de l’ancrage territorial de notre alimentation.

### Contexte réglementaire: loi de 2014
La  loi de 2014 (loi n° 2014-1170 du 13 octobre 2014 d'avenir pour l'agriculture, l'alimentation et la forêt) a ajouté un titre préliminaire au Livre Ier du Code rural, dont le paragraphe 3 concerne directement le PNA :

« III.-L'État veille, notamment par la mise en œuvre de ses missions régaliennes, à la sécurité sanitaire de l'alimentation.
Le programme national pour l'alimentation détermine les objectifs de la politique de l'alimentation mentionnée au 1° du I du présent article, en prenant en compte notamment la justice sociale, l'éducation alimentaire de la jeunesse et la lutte contre le gaspillage alimentaire. Pour assurer l'ancrage territorial de cette politique, il précise les modalités permettant d'associer les collectivités territoriales à la réalisation de ces objectifs. Il propose des catégories d'actions dans les domaines de l'éducation et de l'information pour promouvoir l'équilibre et la diversité alimentaires, les produits locaux et de saison ainsi que la qualité nutritionnelle et organoleptique de l'offre alimentaire, dans le respect des orientations du Programme national nutrition santé défini à l'article L. 3231-1 du code de la santé publique.
Le programme national pour l'alimentation encourage le développement des circuits courts et de la proximité géographique entre producteurs agricoles, transformateurs et consommateurs. Il prévoit notamment des actions à mettre en œuvre pour l'approvisionnement de la restauration collective, publique comme privée, en produits agricoles de saison ou en produits sous signes d'identification de la qualité et de l'origine, notamment issus de l'agriculture biologique.
Les actions répondant aux objectifs du programme national pour l'alimentation et aux objectifs des plans régionaux de l'agriculture durable, définis à l'article L. 111-2-1 du présent code, peuvent prendre la forme de projets alimentaires territoriaux (PAT). Ces derniers visent à rapprocher les producteurs, les transformateurs, les distributeurs, les collectivités territoriales et les consommateurs et à développer l'agriculture sur les territoires et la qualité de l'alimentation.
Le Conseil national de l'alimentation participe à l'élaboration du programme national pour l'alimentation, notamment par l'analyse des attentes de la société et par l'organisation de débats publics, et contribue au suivi de sa mise en œuvre. Des débats sont également organisés, dans chaque région, par le conseil économique, social et environnemental régional, mentionné à l'article L. 4134-1 du code général des collectivités territoriales. »

## Troisième programme PNA 2019-2023

Logo du réseau national des PAT

À la suite des États généraux de l'alimentation et aux attentes exprimées à cette occasion, le troisième programme conserve les axes fondamentaux du précédent PNA, en tenant compte de nouvelles orientations. Le PNA 2019-2023 est ainsi structuré de la façon suivante :
- trois axes thématiques : la justice sociale, la lutte contre le gaspillage alimentaire, l’éducation alimentaire ;
- deux axes transversaux : les projets alimentaires territoriaux (PAT) et la restauration collective. Les PAT sont organisés en réseau national[9].

## Appels à projets nationaux
Chaque année, est lancé un appel à projets national permettant de financer des projets concrets et innovants dans les thématiques du PNA. De 2014 à 2020, plus de 190 projets, pour des dépenses de l’ordre de 25 M€, ont ainsi été soutenus sur l’ensemble du territoire à hauteur de 8,7 M€.
En 2021, le budget de l'appel à projets est revalorisé grâce au plan France Relance. Le ministère de l'Agriculture annonce le soutien de 107 projets, pour un montant de 8,4 M€.